# James Donaldson
James Lee Donaldson III (ur. 17 sierpnia 1957 w Heacham) – angielski koszykarz, środkowy, uczestnik meczu gwiazd NBA.

## Osiągnięcia
NCAA
- Wybrany do:
  - II składu All-Pac-8 (1978)
  - Pac–10 Sports Hall of Fame (2006)[2]
  - Washington State University Athletic Hall of Fame (2006)[2]

NBA
- Uczestnik meczu gwiazd NBA (1988)[1]
- Lider:
  - sezonu regularnego w skuteczności rzutów z gry (1985)[3]
  - skuteczności rzutów z gry (1986, 1988)[4]